# Tuc d'Ermèr
El Tuc d'Ermèr és una muntanya de 2.432 metres que es troba al municipi de Canejan a la Vall d'Aran.